# Agnolo Bronzino

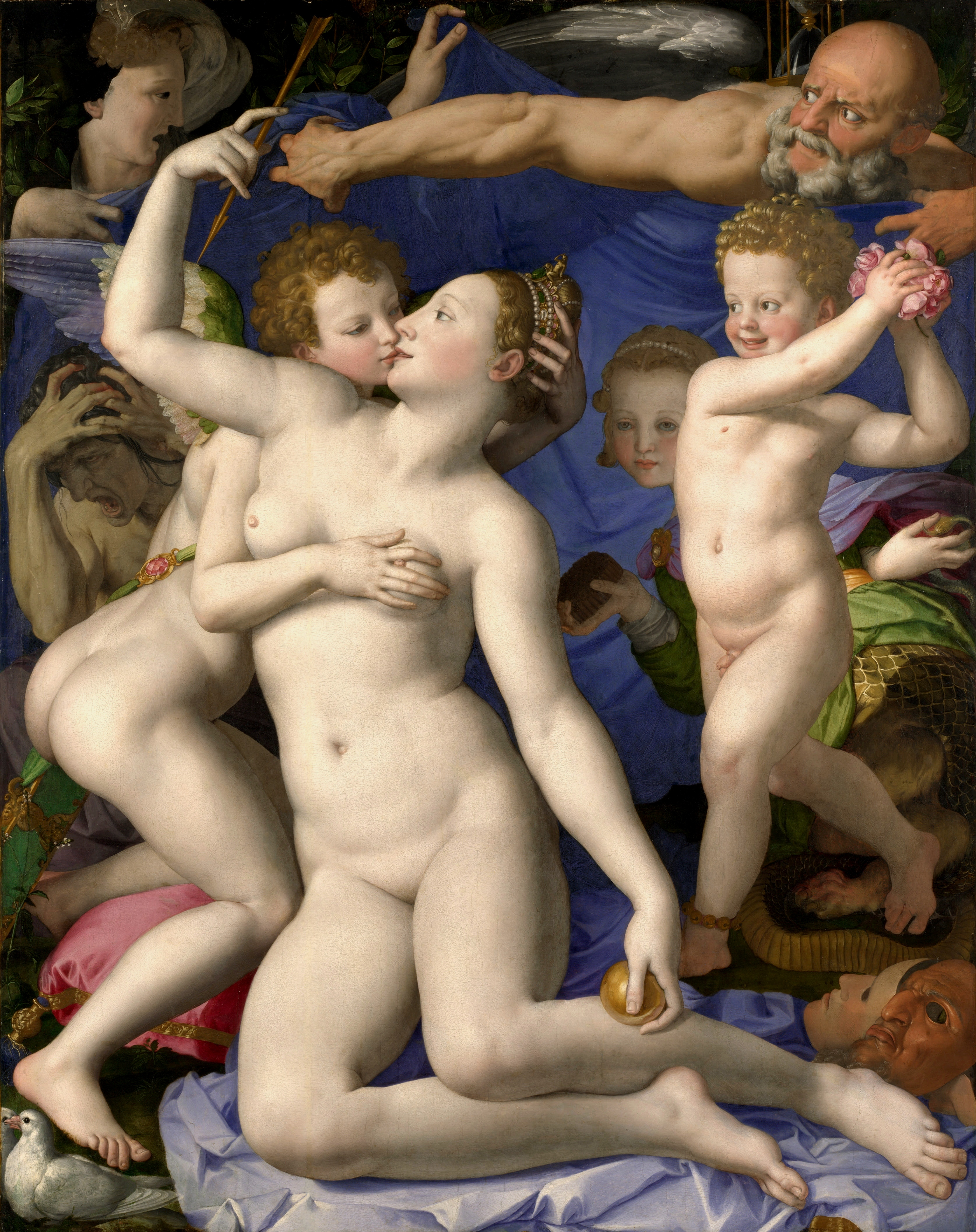
Venuše, Kupid a Čas – Alegorie Touhy, 1540–1545, National Gallery, Londýn

Agnolo di Cosimo (italsky: [ˈaɲɲolo di ˈkɔːzimo]; 17. listopadu 1503 Florencie – 23. listopadu 1572 Florencie), známý jako Bronzino (italsky: Il Bronzino [il bronˈdziːno]) nebo Agnolo Bronzino, byl italský manýristický malíř z Florencie. Jeho přezdívka, Bronzino, může odkazovat na jeho relativně tmavou pleť nebo zrzavé vlasy.
Celý život žil ve Florencii a kolem 40. roku svého života byl zaměstnán jako dvorní malíř toskánského velkovévody Cosima I. Medicejského. Byl především portrétistou, ale také maloval mnoho náboženských a několik alegorických námětů, mezi něž patří pravděpodobně jeho nejznámější dílo asi z let 1544 až 1645 Venuše, Amor, Pošetilost a Čas, které se nyní nachází v Londýně. Mnoho portrétů Medicejských existuje v několika verzích s různou mírou účasti samotného Bronzina, protože Cosimo byl průkopníkem kopírovaného portrétu zaslaného jako diplomatický dar.
Vyučil se u Pontorma, předního florentského malíře první generace manýrismu, a jeho styl jím byl značně ovlivněn. Jeho elegantní a poněkud protáhlé postavy však vždy působí klidně a poněkud rezervovaně, postrádají vzrušení a emoce nacházející se v dílech jeho učitele. Často byly shledávány chladnými a umělými a jeho pověst trpěla všeobecnou kritickou nepřízní spojenou s manýrismem v 19. a na počátku 20. století. Poslední dekády oceňují jeho umění více.

## Život a dílo

### Florencie a Pesaro
Bronzino byl žákem malíře Raffaellina del Garbo, nicméně největší vliv na něj měl významný florentský pozdně renesanční malíř Jacopo Pontormo, který se stal dokonce jeho adoptivním otcem. S Pontormem maloval v letech 1522–1525 fresku v kartouze Galluzzo nedaleko Florencie, v letech 1535–1536 ve vile Medici v Careggi a mezi lety 1538–1543 ve vile Medici v Castellu. Kromě toho pracoval na náboženských a mytologických obrazech, které navzdory značné originalitě, vycházely z díla jeho učitele Pontorma. V roce 1530 ho získal pro svůj dvůr v Urbinu vévoda Francesco Maria I. della Rovere. Pro vévodu tvořil zejména mytologické a alegorické fresky pro jeho vilu Imperiale u Pesara. Ve službách dalšího vévody z rodu della Rovere, uměnímilovného Guidobalda II., namaloval kromě efektního portrétu také skvostné plátno Apollón a Marsyas.

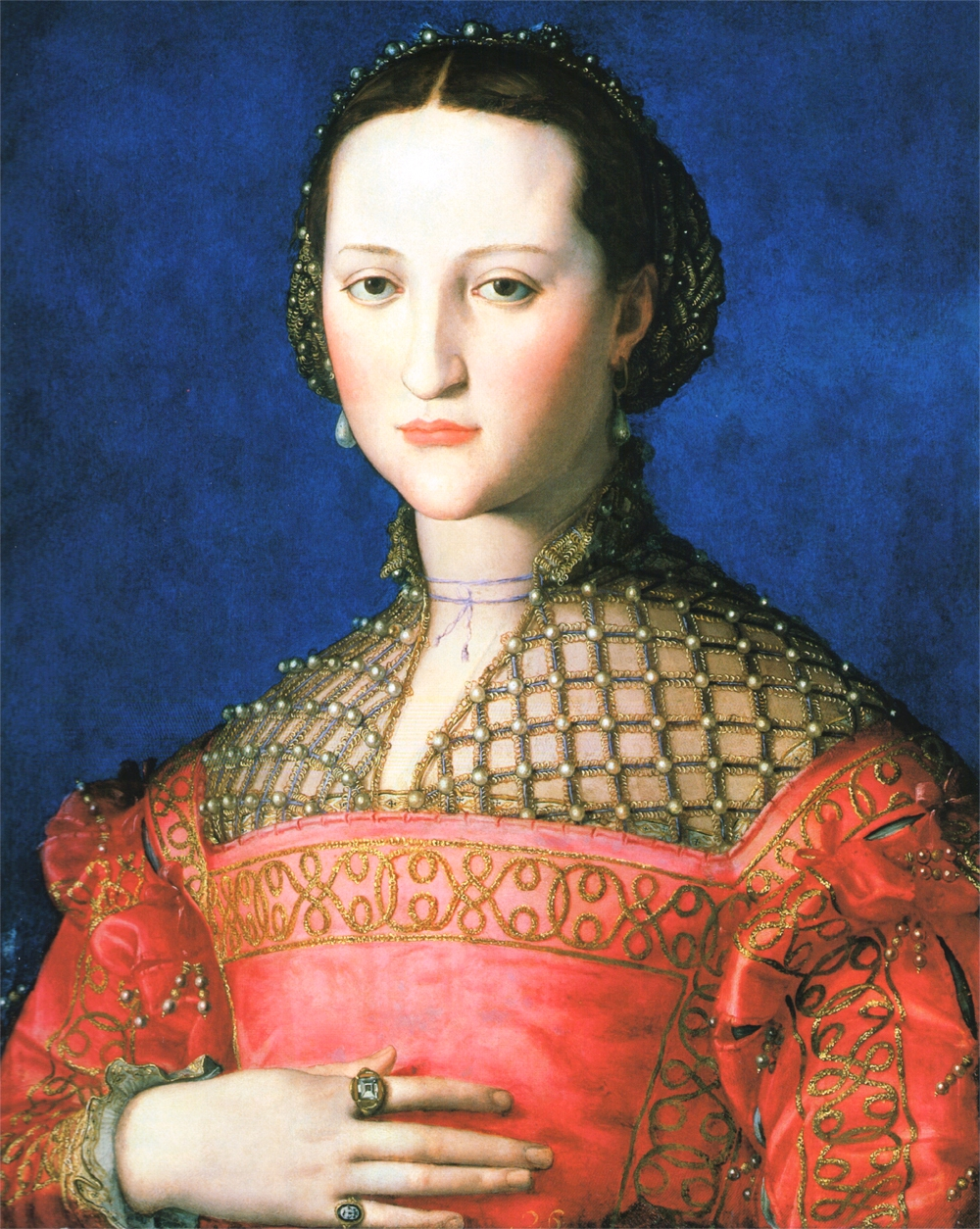
Agnolo Bronzino – Eleonora z Toleda (1543), Schwarzenberský palác, Národní galerie

### Dvorní malíř Medicejských
V roce 1533 se vrátil Bronzino zpět do Florencie, kde získal u medicejského dvora prestižní funkci dvorního malíře. Společensky obratný malíř patřil hned od začátku k nevelkému okruhu intelektuálů, literátů a umělců, kteří začali pracovat na státní propagandě vládnoucího vévody Cosima I. Od roku 1537 se stal členem malířské společnosti svatého Lukáše a vstoupil do florentské akademie. Kromě let 1546–1547, kdy na náklady vévody studoval dílo Michelangela v Římě a ročního pobytu v Pise už Florencii nikdy neopustil. Stejně jako další malíři ve službách evropských renesančních panovníků pracoval kromě obrazů i na složitých ceremoniálních inscenacích medicejského dvora. Proslulé byly například jeho dekorace a efemérní architektury při příjezdu budoucí velkovévodovy manželky Eleonory Toledské (1522–1562). Jako scénograf pracoval Bronzino i na jejich svatbě v roce 1539, která byla pojatá, jako velkolepá divadelní inscenace.
Kromě toho se podílel na výzdobě velkovévodských sídel. V interiéru Palazzo Vecchio vymaloval pro kapli velkovévodkyně výjevy ze Starého zákona. Pro Eleonoru Toledskou namaloval také řadu dalších náboženských obrazů. V letech 1540–1555 pracoval na kartonech pro florentskou manufakturu na tapisérie, ze kterých bylo utkáno 16 scén ze života Josefa Egyptského. Ve stejné době maloval četné oltářní obrazy pro florenstské kostely a alegorické obrazy přímo pro vévodu, z nichž vyniká slavná Alegorie Touhy, určená jako diplomatický dar pro francouzského krále Františka I.

### Portréty
Bronzino proslul nejvíce už ve své době jako vynikající a vyhledávaný portrétista. Kromě četných portrétů velkovévody Cosima I. a jeho manželky, pracoval na podobiznách jejich dětí, členů dvora a významných florenťanů – básníků, spisovatelů a hudebníků. Velké množství virtuózních portrétů se dochovalo v četných kopiích a dílenských replikách, na kterých pracovala řada dalších malířů pod Bronzinovým dohledem. Mezi jeho nejznámější spolupracovníky patřili Lorenzo di Bastiano Zucchetti nebo Giovanni Maria Butteri. Zcela zvláštní postavení měl v jeho dílně malíř Alessandro Allori, jeho nejlepší následovník a později také adoptivní syn. Tak jako v dalších případech, se Bronzinovy portréty rodiny Medici stávaly vzácným státním darem dalším panovnickým rodinám.
Jeho portréty jsou většinou zobrazovány na pozadí architektury, která vyjadřuje jejich sociální portrétovaných. Chladné, odměřené a jakoby vzdálené tváře se nevyznačují psychologickou hloubkou, ale přesným popisem jejich podoby. Bronzino je mistrem látek a drapérií, jejichž kompozici se učil snad z obrazů Hanse Holbeina. Odměřenost portrétovaných osob je znásobena zvláštním světlem a lokálně pojatými barvami.

### Náboženské obrazy
Bronzino proslul během své kariéry jako autor četných oltářních obrazů a obrazů s církevními náměty. Náboženské scény stály u začátků jeho oslnivé kariéry. Jeho rafinované kompozice za použití vytříbené ikonografie provázela bravůrní malířská technika, výrazně ovlivňující malířské prostředí florentského manýrismu – typické pro něj byly mramorově sošné postavy a jásavé barvy. Takový je i oltářní obraz Oplakávání Krista z roku 1545, který objednal jako diplomatický dar velvyslanec císaře Karla V. kardinál Nicolas se Granvelle pro Zanchini Kapelle v kostele Santa Croce.
V roce 1572 byl Bronzino jmenován konzulem florentské akademie; zemřel o necelý měsíc později 23. listopadu 1572. Pohřben je ve florentském kostele San Cristoforo.